# 宜宾碘泡虫
宜宾碘泡虫（学名：Myxobolus yibinensis）为碘泡科碘泡虫属的动物。在中国，分布于四川等，营寄生生活，寄生在鲤的肌肉。